# Drapeau de l'Azawad
Le drapeau de l'Azawad, un territoire non reconnu, dont le Mouvement national pour la libération de l'Azawad (MNLA) a déclaré l'indépendance du Mali, le 6 avril 2012, est un drapeau tricolore vert, rouge et noir avec un triangle jaune sur la gauche. Il est le même que celui du  MNLA.
Le drapeau est dessiné par Moussa Ag Acharatoumane. Le concept est basé sur le drapeau de la Palestine aux couleurs panarabes duquel ont été substituées les couleurs panafricaines.

## Histoire
Lors des précédentes insurrections maliennes, deux différents drapeaux ont été proposés pour représenter l'Azawad. L'un était bicolore avec des bandes verticales bleue et blanche avec un triangle rouge sur la gauche et l'autre était un drapeau entièrement blanc avec un croissant de lune et une étoile bleus.

Drapeau anciennement proposé pour l'Azawad
Deuxième drapeau anciennement proposé pour l'Azawad